# Wereldwijd verdrag over plasticvervuiling

Logo van het VN-Milieuprogramma.

Het Wereldwijd verdrag over plasticvervuiling is een voorgenomen juridisch bindende internationale overeenkomst over kunststoffen die betrekking heeft op de hele levenscyclus van kunststoffen, van ontwerp tot productie en verwijdering.
Op 2 maart 2022 stemden de VN-lidstaten tijdens de hervatte vijfde Milieuassemblee van het VN-Milieuprogramma (UNEA-5.2) voor de oprichting van een Intergouvernementeel Onderhandelingscomité (INC) met als mandaat het bevorderen van een juridisch bindende internationale overeenkomst over kunststoffen. De resolutie was getiteld “Een einde maken aan plasticvervuiling: Naar een internationaal wettelijk bindend instrument”. Het lag in de bedoeling tegen het einde van het jaar 2024 tot een overeenkomst te komen. Het verdrag moest de overgang naar een circulaire economie vergemakkelijken, en de uitstoot van broeikasgassen met 25% verminderen. Inger Andersen, directeur van het VN-Milieuprogramma, noemde de beslissing "een overwinning van de planeet aarde op plastic voor eenmalig gebruik".

## Onderhandelingen
Ondanks langdurige onderhandelingen werd eind 2024 op de vijfde onderhandelingsronde (INC-5) in Zuid-Korea geen overeenstemming bereikt. De onderhandelingen werden voortgezet. Van 5 tot 14 augustus 2025 ging in Genève het tweede deel van de vijfde zitting van start. De zitting, waaraan uiteindelijk 184 landen deelnamen, had tot doel de tekst van het verdrag af te ronden, voor goedkeuring op een toekomstige diplomatieke conferentie van gevolmachtigden. Er werd echter geen akkoord bereikt.